# Singwitz

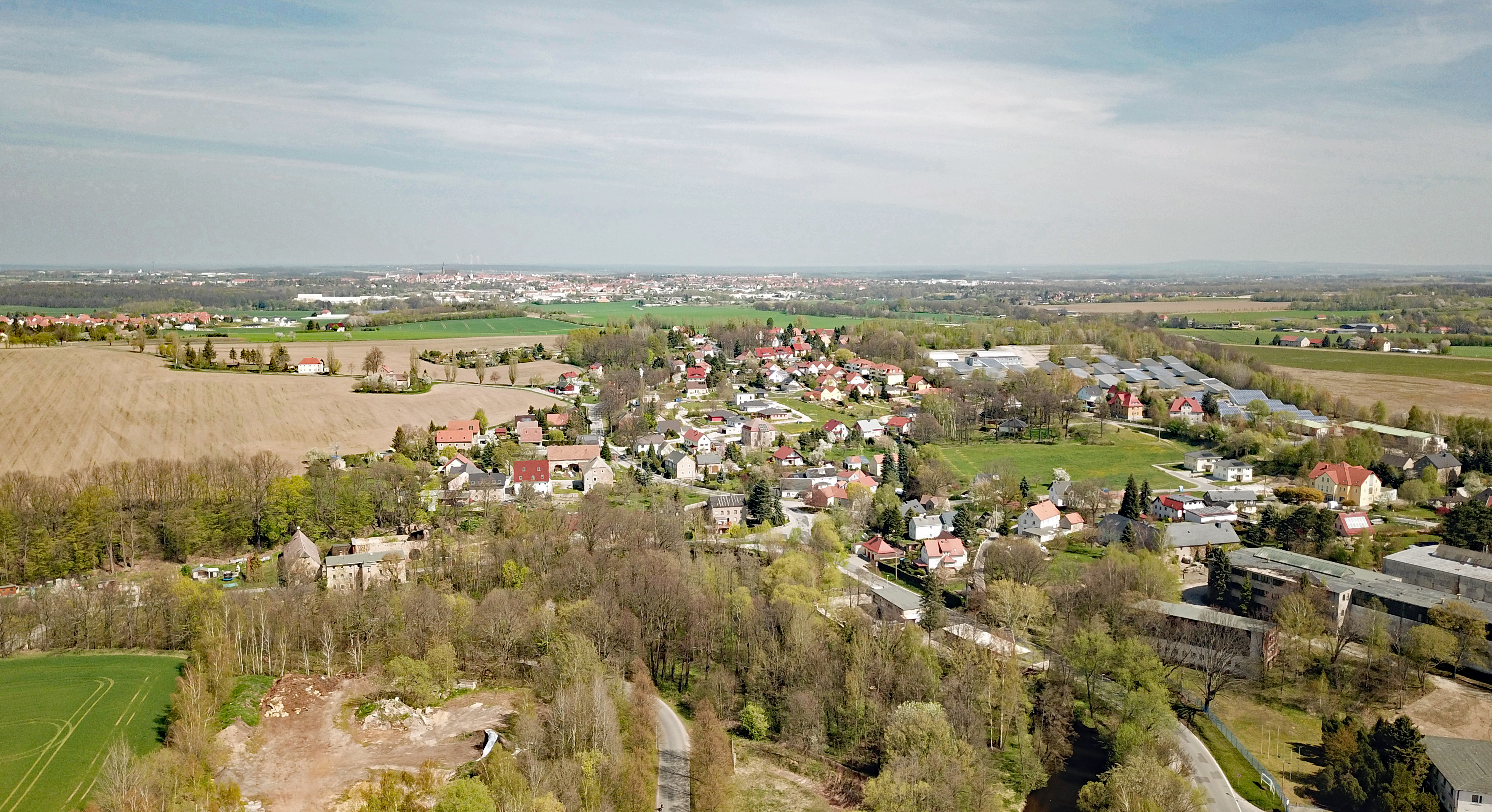
Luftbild von Singwitz

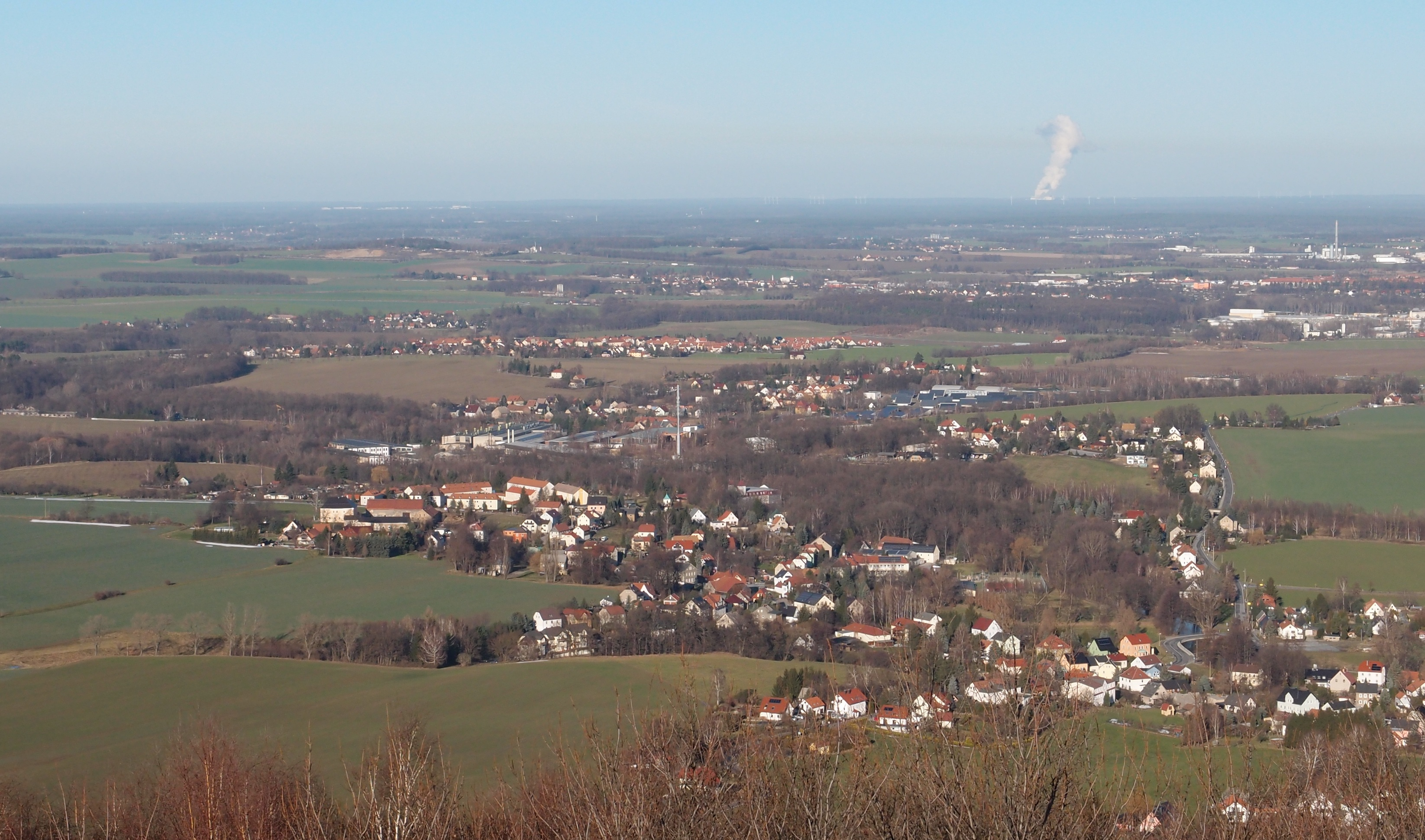
Blick über Teile von Obergurig und Singwitz

Singwitz, sorbisch Dźěžnikecyⓘ, ist ein Dorf im Süden des sächsischen Landkreises Bautzen. Es zählt zum offiziellen sorbischen Siedlungsgebiet in der Oberlausitz und gehört seit 1950 zur Gemeinde Obergurig. Singwitz ist mit über 600 Einwohnern der einwohnerstärkste Ortsteil der Gemeinde.

## Geographie
Singwitz liegt sechs Kilometer südlich von Bautzen im Vorland des Lausitzer Berglandes zwischen 219 m und 240 m ü. NN. Die Umgebung ist hügelig. Der Ort zieht sich von der Spree im südlichen Teil den Talhang hinauf. 
Der Ort war ursprünglich ein Bauernweiler oberhalb des Flusses, der durch zahlreiche Industriebauten vor allem in der ersten Hälfte des 20. Jahrhunderts deutlich erweitert wurde. Südlich von Singwitz erhebt sich das Bergland bis auf 455 m Höhe.

## Geschichte
Der Ort wird erstmals 1221 als Herrensitz des Cunimanus de Synkewicz erwähnt. Die heutige Namensform taucht erstmals 1590 auf.
Vom 13. bis zum 19. Jahrhundert gehört Singwitz offiziell nicht zur Oberlausitz, sondern ist mit einigen umliegenden Orten im Besitz des Bistums Meißen und wird von Stolpen aus verwaltet.
Der Ort bildete eine eigenständige Landgemeinde, bevor er am 1. Juli 1950 mit Großdöbschütz und Mönchswalde die neue Gemeinde Obergurig bildete.

## Bevölkerung

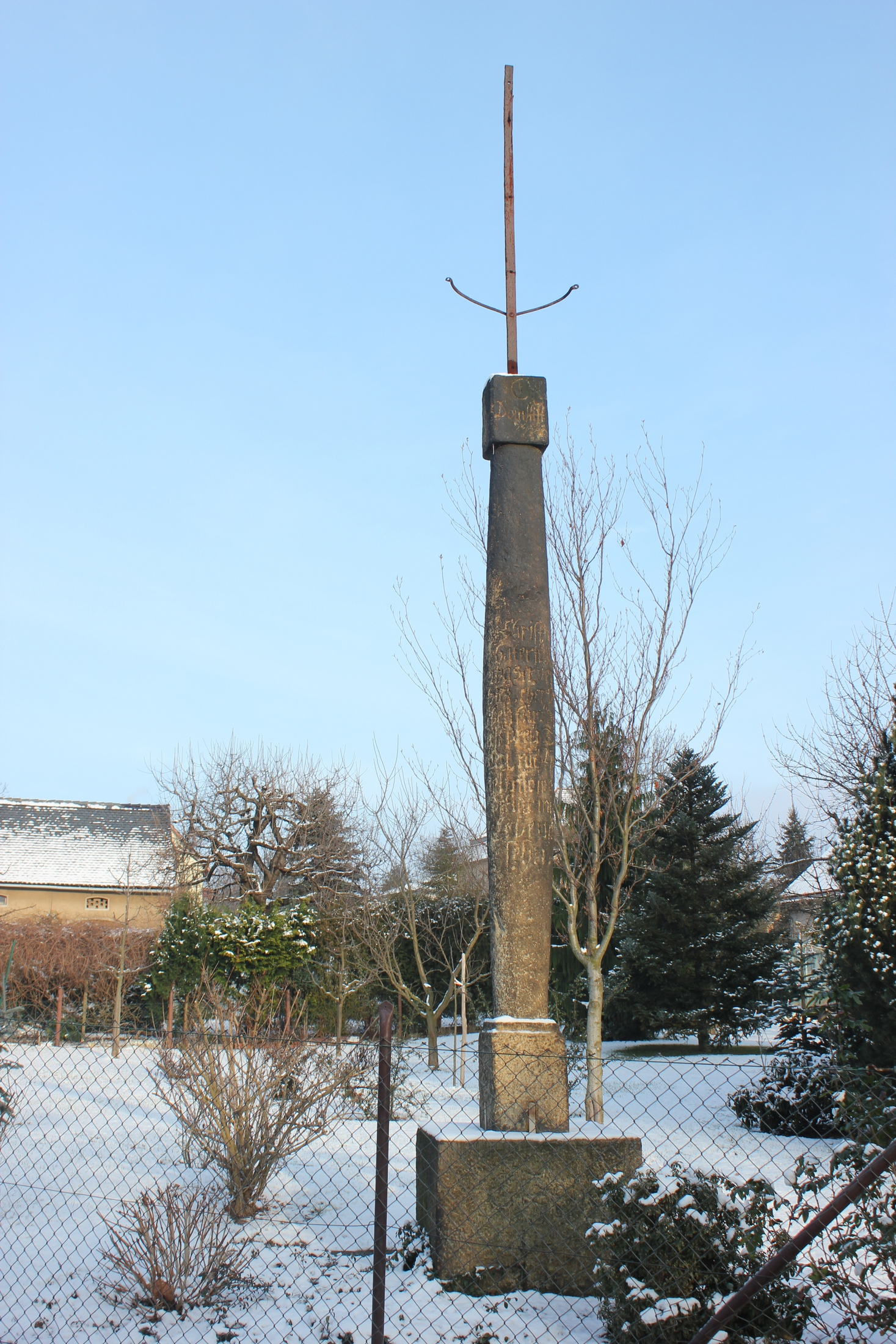
Katholische Betsäule in Singwitz

Die letzten Bevölkerungsdaten für die eigenständige Gemeinde Singwitz geben für 1946 761 Einwohner an. 1890 hatte der Ort nur 269 Einwohner. Die Bevölkerungszahl ist vor allem durch die Industrieansiedlungen und die Ortserweiterung zwischen 1900 und 1940 stark gestiegen und seit 1990 wieder leicht gesunken.
Für seine Statistik über die sorbische Bevölkerung in der Oberlausitz ermittelte Arnošt Muka in den achtziger Jahren des 19. Jahrhunderts eine Bevölkerungszahl von 221 Einwohnern; davon waren 194 Sorben (88 %) und 27 Deutsche. Wie überall im evangelischen Teil des Siedlungsgebiets ist der Anteil der Sorbisch-Sprecher seitdem stark gesunken.

## Religion
Die letzten Angaben zur Religionszugehörigkeit stammen von 1925. Damals waren 516 von 562 Einwohnern evangelisch-lutherisch (92 %). Der Ort gehört seit dem 17. Jahrhundert zur ev.-luth. Kirchgemeinde Großpostwitz, anteilsweise zwischenzeitlich auch zur Bautzener Gemeinde. Der katholische Bevölkerungsteil ist seit mindestens 1525 nach Bautzen gepfarrt.

## Wirtschaft und Infrastruktur
Singwitz war und ist ein wichtiger Industriestandort der Gegend. Unter anderem stellte das Kombinat Fortschritt Landmaschinen hier Mähdrescher im Mähdrescherwerk Bischofswerda/Singwitz her. Dieser Industriezweig wird von den Firmen MDW und HEMAS weitergeführt. Ein weiterer Betrieb war das VEB Schreibgerätewerk, das die markant-Stifte produzierte und nach der Wiedervereinigung von Edding übernommen wurde.

### Verkehr
Der Ort liegt etwas abseits der Staatsstraße 114 (Bautzen-Großpostwitz) an den Nebenstraßen in Richtung Gnaschwitz und Schwarznaußlitz.
Singwitz verfügt zudem über einen Haltepunkt an der Bahnstrecke Bautzen–Bad Schandau. Der Personenverkehr ist hier allerdings seit 2004 vorerst eingestellt.

## Kultur und Tourismus
Im Tal der Spree unweit des Ortes befindet sich das KesselhausLager Singwitz, das seit den 1990er Jahren als Konzertsaal, Kino und Diskothek dient. In den letzten Jahren traten hier sowohl in Deutschland als auch international bekannte Musiker und Bands – überwiegend aus der Blues-/Bluesrockszene – auf.
Singwitz liegt am Fernwanderweg Lausitzer Schlange.